# Anders Bergius (präst)
Andreas (Anders) Töfsalensis Bergius, född 1693, död 1750, var en svensk professor och präst.
Bergius började att studera  i Uppsala 1715 och blev magister 1719. Studerade sedan 1720 teologi i Rostock där han vann stort anseende och erbjöds rektoratet i Stralsunds gymnasium. Han blev teologie adjunkt vid Kungliga Akademien i Åbo 1724. Han blev teologie professor 1728. Inspektor för Tavastehus nation 1729. Teologie doktor 1733. Prof. primarius och domprost 1734. Kyrkoherde vid Storkyrkan i Stockholm.

## Fotnoter
1. 1 2  Libris, Kungliga biblioteket, SELIBR-ID: 331543, läst: 9 oktober 2017.[källa från Wikidata]
2. 1 2  Matti Klinge (red.), Kansallisbiografia, Finska litteratursällskapet och Finska historiska samfundet, Finlands nationalbiografi-ID: 2424, läst: 9 oktober 2017.[källa från Wikidata]
3. ↑  Se registreringar av Andreas Bergius i Rostocker Matrikelportal